# Ohrsleben
Ohrsleben ist ein Ortsteil von Hötensleben im Landkreis Börde in Sachsen-Anhalt.

## Geschichte
Die erste urkundliche Erwähnung datiert auf das Jahr 1185. Im 16. Jahrhundert entstand die Sankt-Stephanus-Kirche. Das bis zum Jahr 2004 selbständige Ohrsleben wurde am 1. Januar 2005 in die Gemeinde Hötensleben eingegliedert.

## Politik

### Wappen
Das Wappen wurde am 16. Mai 1994 durch das Regierungspräsidium Magdeburg genehmigt. Blasonierung: „In Blau ein goldener Bär.“ Der goldene Bär verkörpert eine alte Legende, die sich um das alte Ohrsleben rankt. Der Ort wird heute noch im Volksmund als „Bärenland“ bezeichnet. Die Farbe Blau entspricht der Tradition der Gemeinde, die diese Farbe bereits seit über 100 Jahren nachweisen kann. Gold wurde aus heraldischen Gründen hinzugefügt. Das Wappen wurde von der Heraldischen Gesellschaft „Schwarzer Löwe“ in Leipzig gestaltet.

### Flagge
Die Flagge Ohrslebens ist gelb-blau gestreift.

## Kultur und Sehenswürdigkeiten
Auf einem Bauernhof in Ohrsleben ist ein Taubenhaus erhalten, das aus dem Jahr 1791 stammt.

## Söhne und Töchter des Ortes
- Albrecht Burchard (1888–1939), Universitätsprofessor
- Annelie Ehrhardt (1950–2024), Leichtathletin und Olympiasiegerin